# Сташков, Александр Михайлович
Александр Михайлович Сташков (укр. Олександр Михайлович Сташков; 13 сентября 1924, Марково — 1 июля 2014) — русский и украинский учёный-медик, физиолог и биолог; доктор биологических наук, профессор; действительный член Международной академии информатизации (1995).
Автор многих научных трудов.

## Биография
Родился 13 сентября 1924 года в деревне Марково Шольского (ныне Вашкинского) района Вологодской области (по другим данным — Бабаевского района Вологодской области).
Окончил среднюю школу. В 1941 году ушёл добровольцем на фронт Великой Отечественной войны. Служил авиационным механиком. Внес ряд рационализаторских предложений по подвеске бомб, что значительно сократило время подготовки самолёта к боевому вылету. На службе в Красной армии находился до 1949 года.
С 1949 по 1954 год Александр Сташков обучался в Ленинградском государственном педагогическом институте им. А. И. Герцена (ныне Российский государственный педагогический университет имени А. И. Герцена). Продолжил своё образование в 1954—1957 годах в аспирантуре на кафедре физиологии человека и животных родного вуза. Здесь же в 1959 году защитил кандидатскую диссертацию на тему «К вопросу о динамике сердечно-сосудистых условных и безусловных рефлексов человека». Докторскую диссертацию «Механизмы нейро-эндокринных влияний при рационном воздействии и химической защите» защитил в Военно-медицинской академии им. С. М. Кирова в 1966 году. В 1968 году Сташкову была присуждена ученая степень доктора биологических наук.
В 1958 году работал в научно-исследовательской лаборатории Военно-медицинской академии им. С. М. Кирова. В 1959—1965 годах работал младшим научным сотрудником отдела радиобиологии Института экспериментальной медицины Академии медицинских наук СССР. С 1965 года — заведующий филиалом № 5 Института биофизики. В 1968—1973 годах — заведующий кафедрой физиологии человека и животных Калининградского государственного университета (ныне Балтийский федеральный университет имени Иммануила Канта). В 1970—1973 годах Сташков возглавлял кафедру физиологии человека и животных Белорусского государственного университета им. В. И. Ленина (ныне Белорусский государственный университет) в Минске.
В 1973—2001 годах А. М. Сташков — профессор Симферопольского государственного университета им. М. В. Фрунзе (Таврический национальный университет им. В. И. Вернадского), в 1975—1999 годах — заведующий кафедрой физиологии человека и животных.
Умер 1 июля 2014 года.
В Музее истории Крымского федерального университета имени В. И. Вернадского В. Г. Сидякину установлена мемориальная доска.

## Заслуги
- Награждён орденом Отечественной войны II степени, а также медалями, в числе которых «За боевые заслуги»[5].
- Удостоен почетного звания «Заслуженный работник народного образования Украины» (1997) и ордена «За мужество» (1999).